# 金星の日面通過 (行進曲)

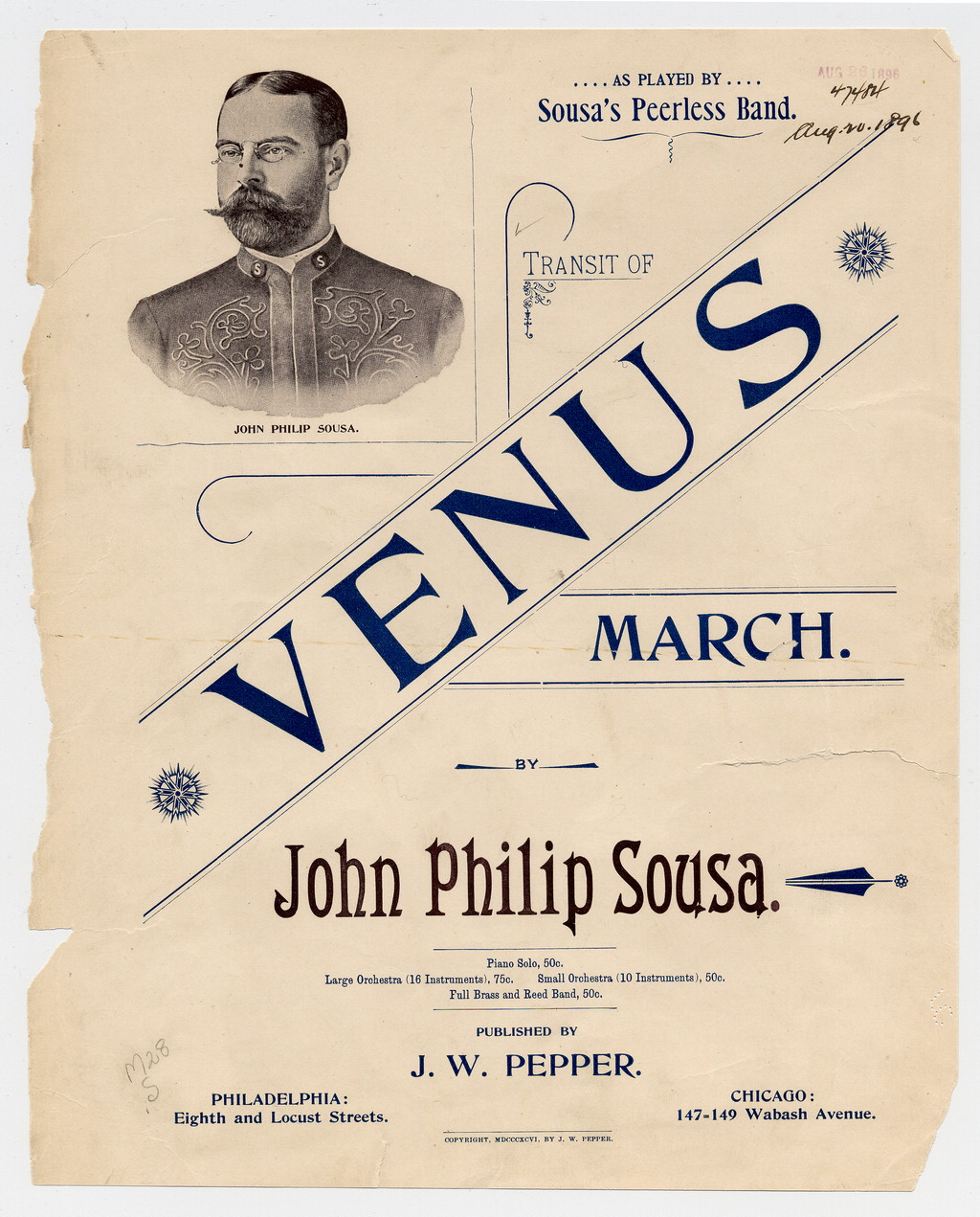
初版の表紙（1896年）

『金星の日面通過』（きんせいのにちめんつうか、英語: Transit of Venus March）は、1883年にジョン・フィリップ・スーザが作曲した軍用吹奏楽のための行進曲。『金星の太陽面通過』と表記される場合もある。
本作は1882年の金星の太陽面通過を祝して作曲されたもので、1896年にJ.W.ペッパー社から出版されたこの作品は100年以上失われていると考えられていたが、1896年に出版されたピアノのトランスクリプションが2003年にアメリカ議会図書館の職員によって発見された。

## 作曲の経緯
1882年の太陽面通過の翌年、スーザは1878年に亡くなったアメリカの物理学者ジョセフ・ヘンリーの銅像の除幕式のための行進曲の作曲を依頼された。継電器を開発したヘンリーは、ワシントンD.C.のスミソニアン博物館の初代秘書でもあった。
また、フリーメイソンのメンバーであったスーザは、自然現象に神秘性があると考える集団に魅了されており、NASA IMAGE Science CenterのSten Odenwaldによると、このことが演奏日時である1883年4月19日午後4時の選定に大きな役割を果たしたという。Odenwaldは、参加者には見えない金星と火星が西に沈んでいたことを指摘している。同時に、東から月、天王星、おとめ座が昇り、土星は子午線を越え、木星は真上から見ていた。フリーメイソンの伝承では、金星は電気モーターの構成要素である銅と関係があるとされていた。

## 2003年の再発見
本作はスーザの生前には注目されず、スーザの原稿のコピーが洪水で破壊された後、何年もの間演奏されることはなかった。しかし、アメリカ議会図書館の従業員であるロリス・J・シッセルは、本作の古い楽譜のコピーが「図書館のファイルに眠っていた」ことを発見し、2004年の太陽面通過に間に合うように復活した（本作はそれ以前にもコンピレーション・アルバムで演奏されていたが、広く世間の注目を集めたのはこの2004年の太陽面通過時であった）。
アメリカ議会図書館はアメリカ航空宇宙局（NASA）と協力して、この行進曲で2004年の太陽面通過を祝った。

## ギャラリー

### 人物

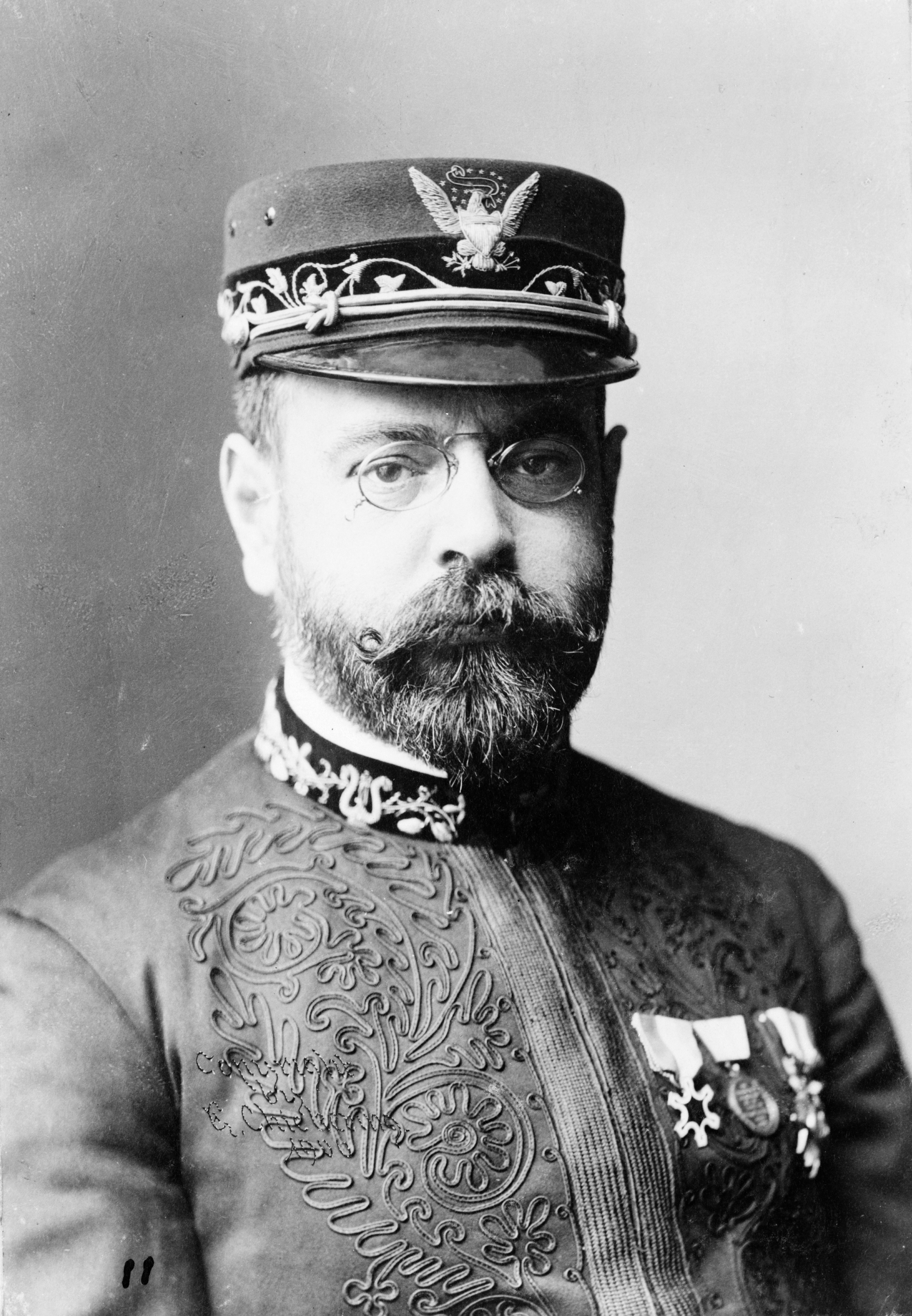
本作を作曲したジョン・フィリップ・スーザ。
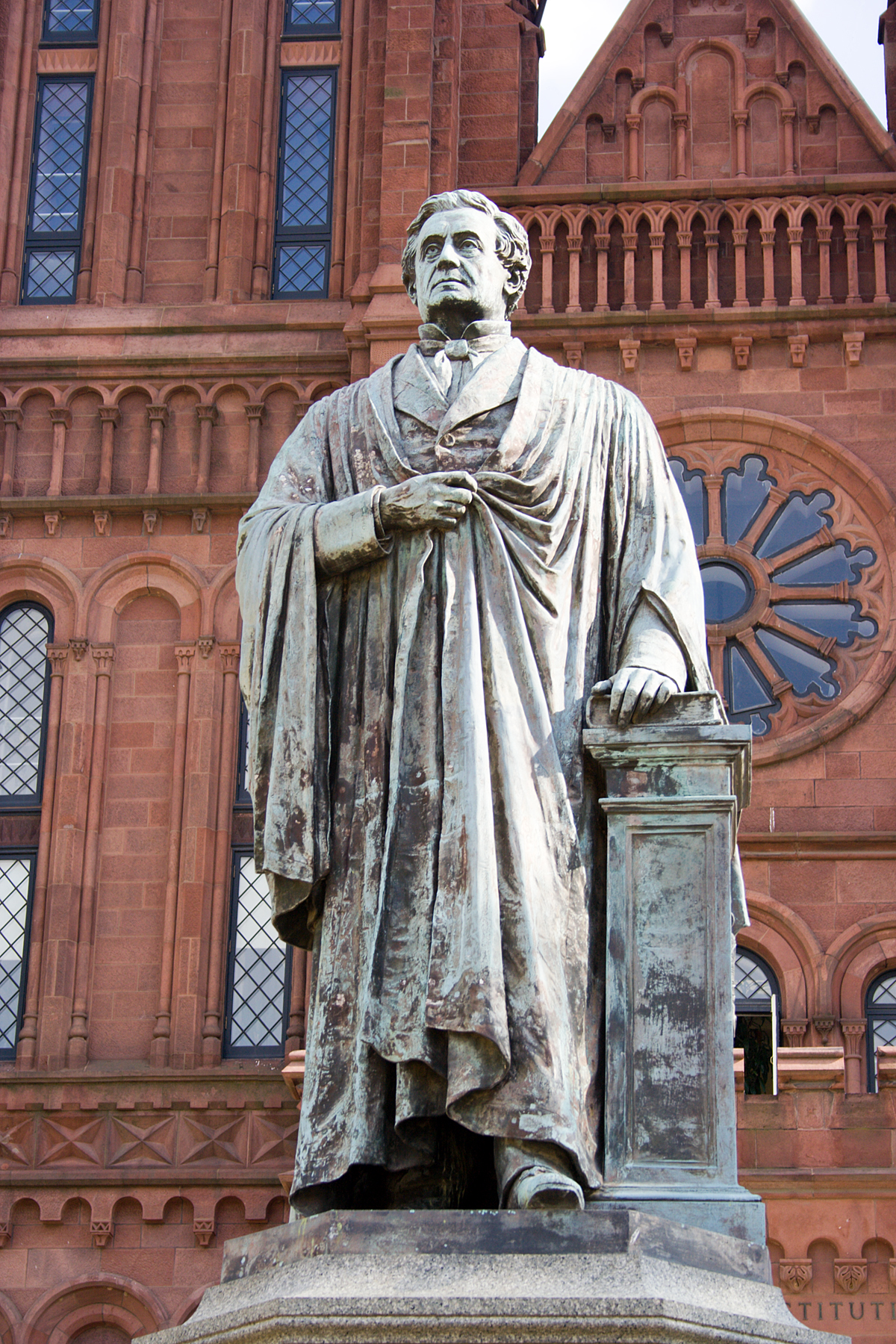
ジョセフ・ヘンリーの銅像の除幕式が、スーザが本作を書くきっかけとなった。

### 金星の太陽面通過

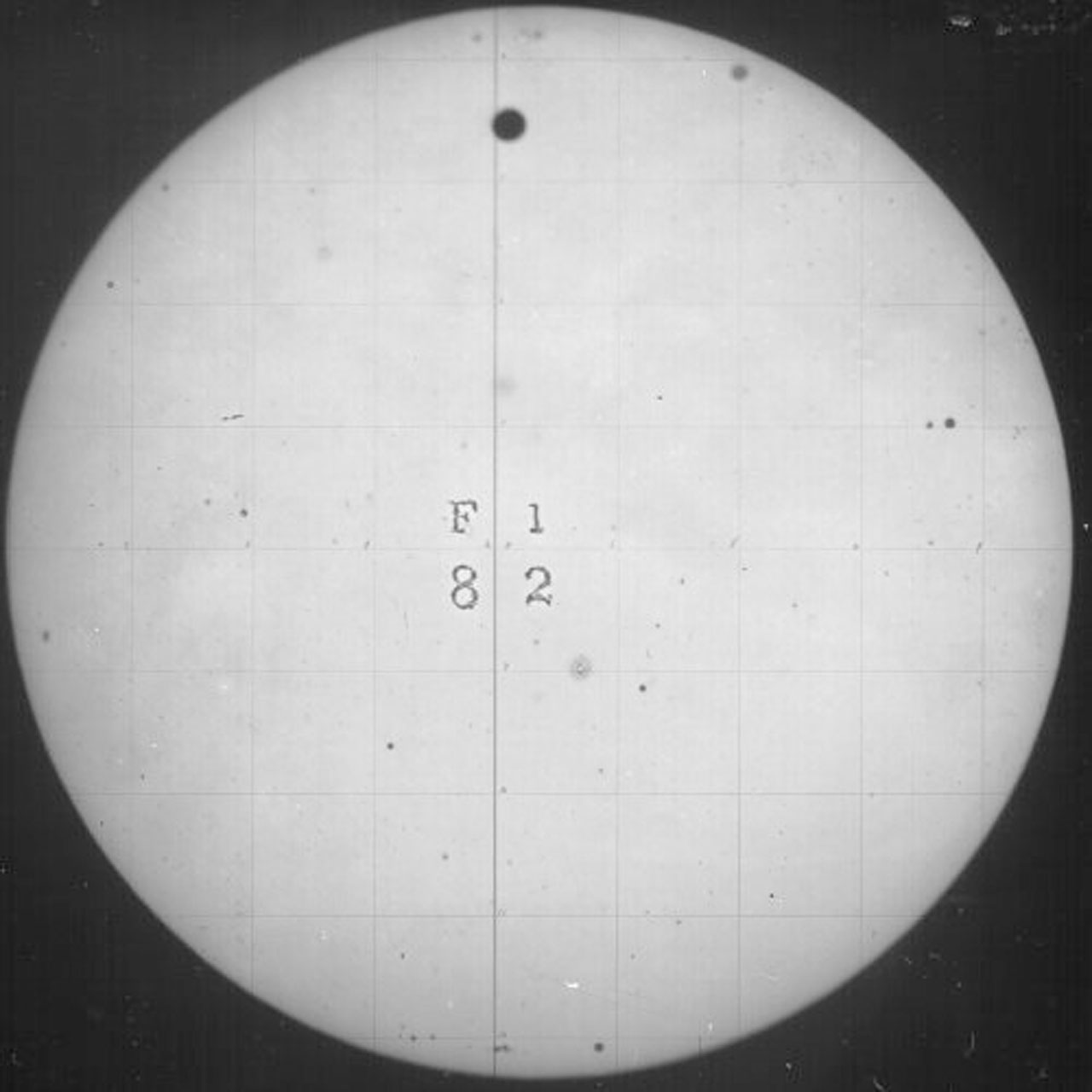
スーザが本作を書くきっかけとなった1882年の太陽面通過時の画像。
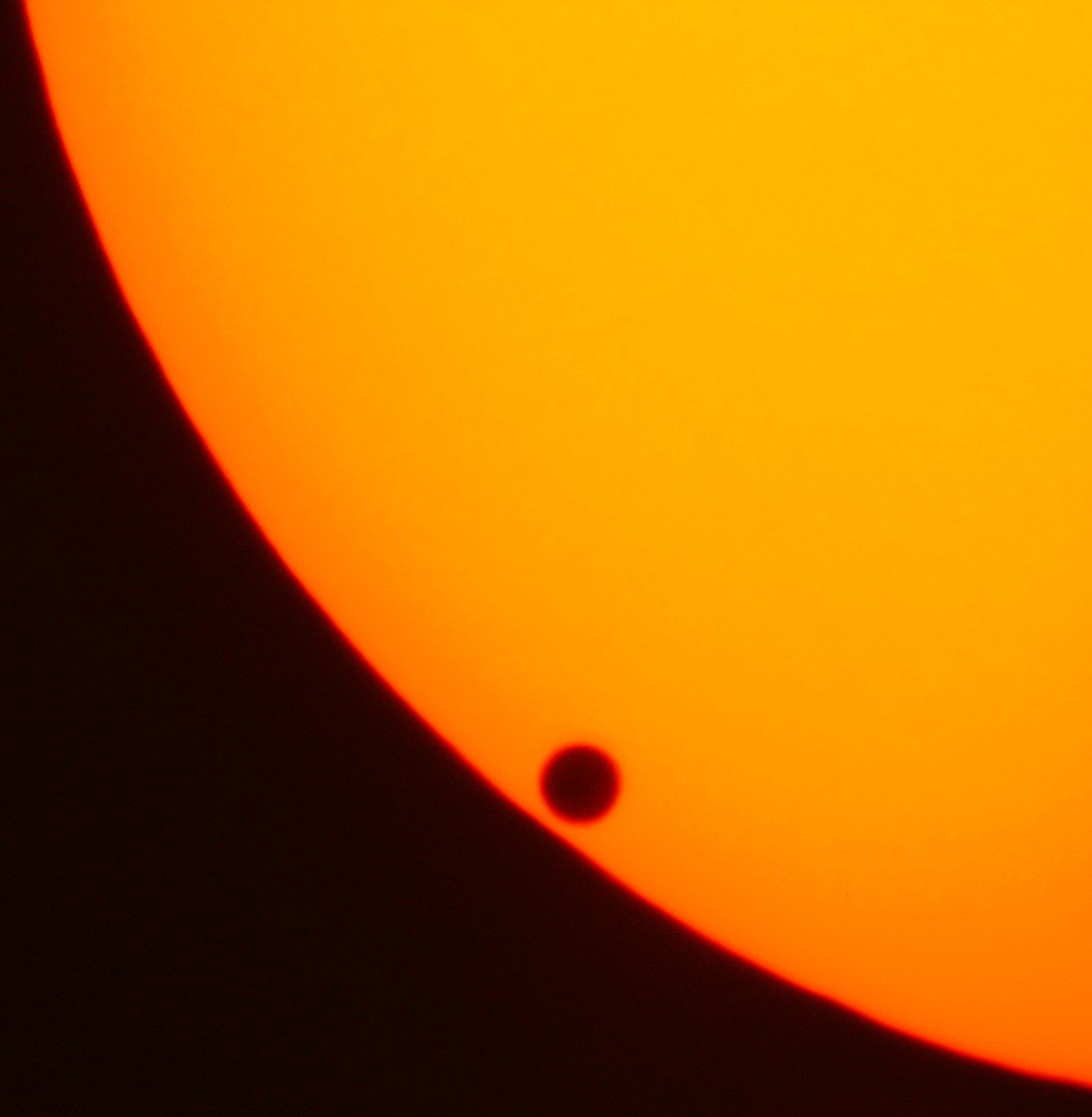
2004年の太陽面通過時の画像。2003年に再発見された本作は、このイベントを祝うために演奏された。